# Boerenwetering

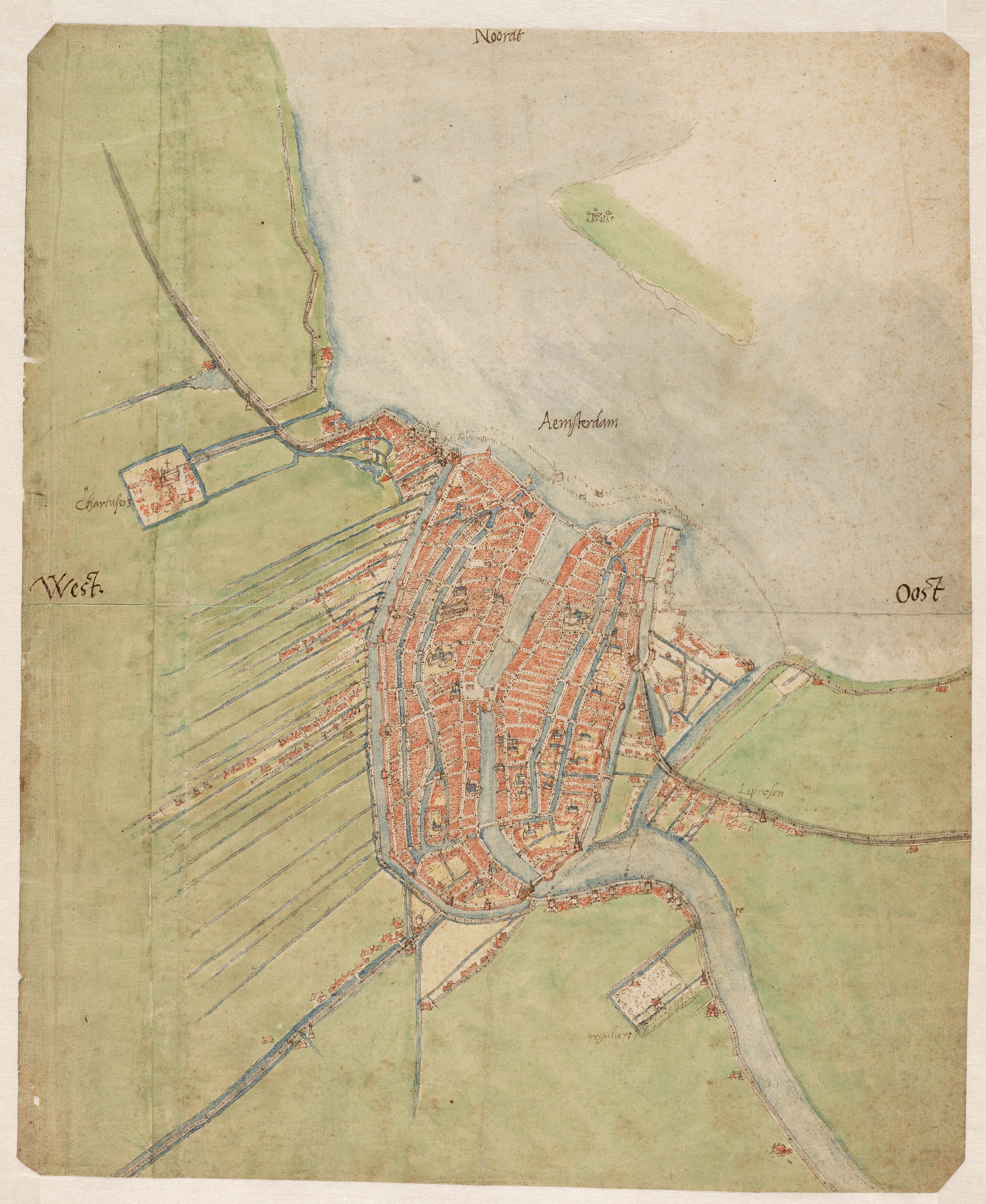
Aan de onderrand de kaart van Jacob van Deventer uit 1560 is (verticaal) het noordelijkste stukje van de Boerenwetering te zien, bij de Heiligeweg en het Spui en het Singel.

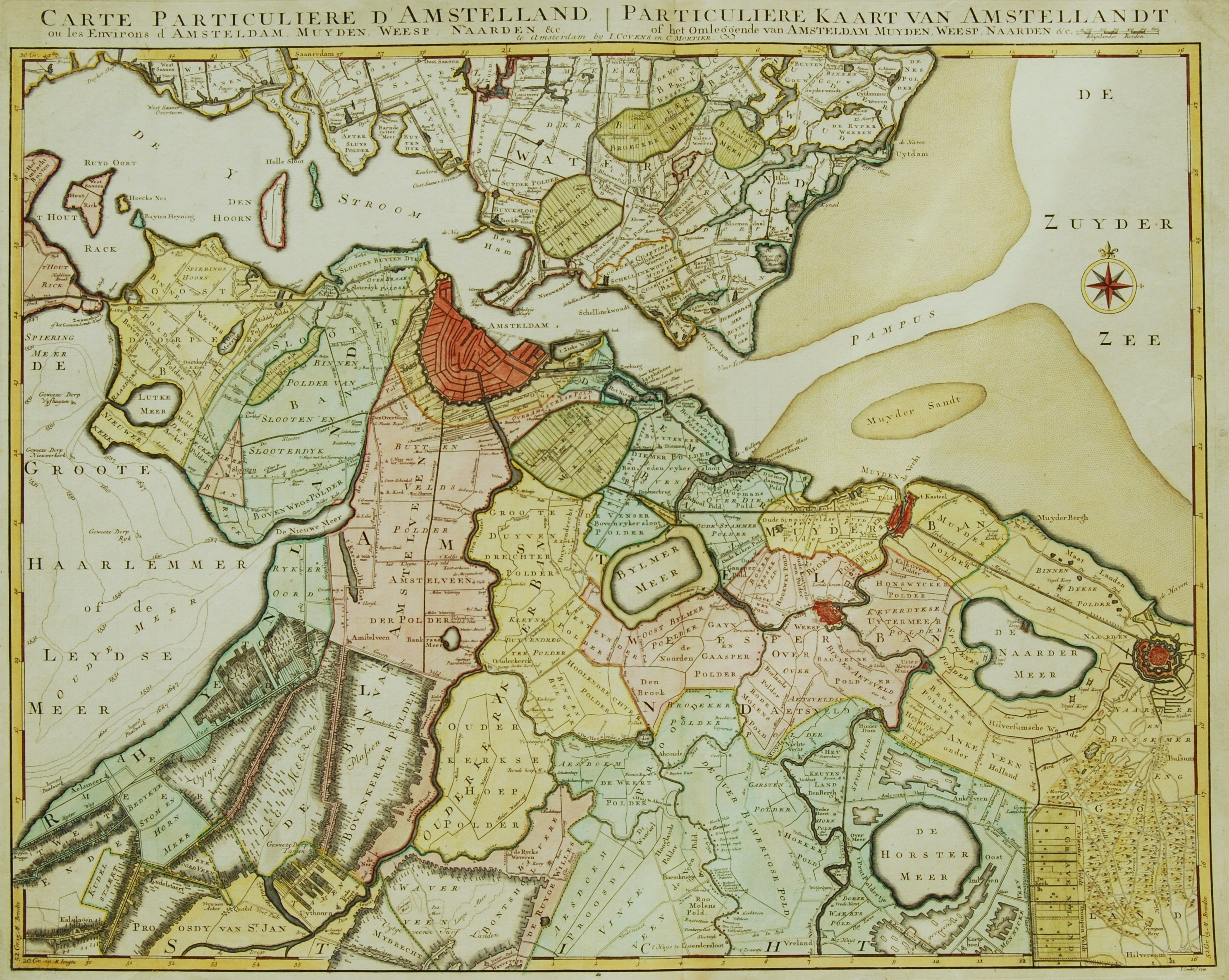
Op deze kaart van het Amstelland uit 1749 is in het midden de loop van de wetering goed te zien in de Amstelveenderpolder en de Buytenveldspolder, tot aan de zuidpunt van het toenmalige Amsterdam, begrensd door de (Buiten-)Singelgracht.

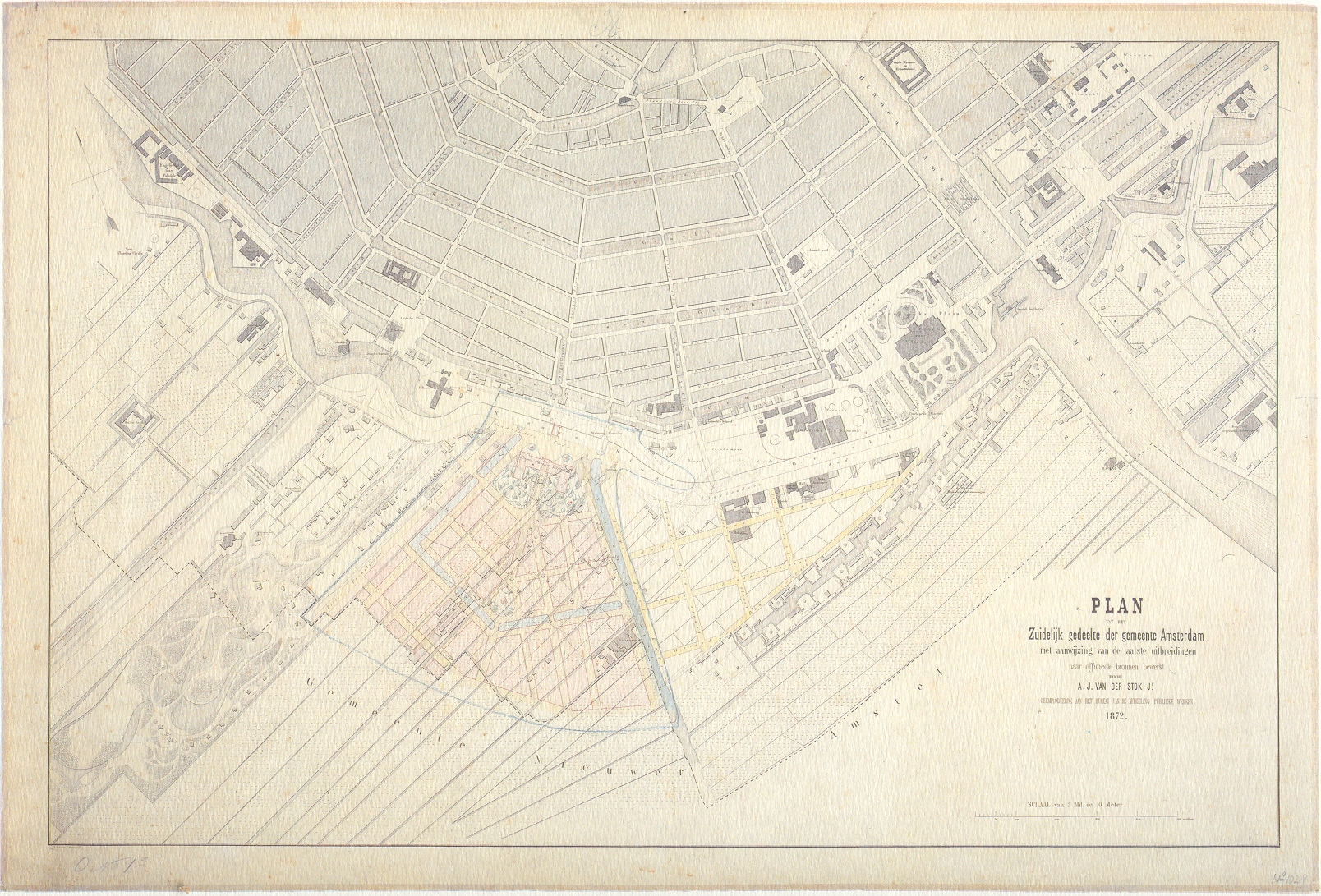
Op deze kaart van het zuidelijk gedeelte der gemeente Amsterdam uit 1872 is aan de onderkant de Boerenwetering zichtbaar tussen de geplande wijken bij het Rijksmuseum en De Pijp.

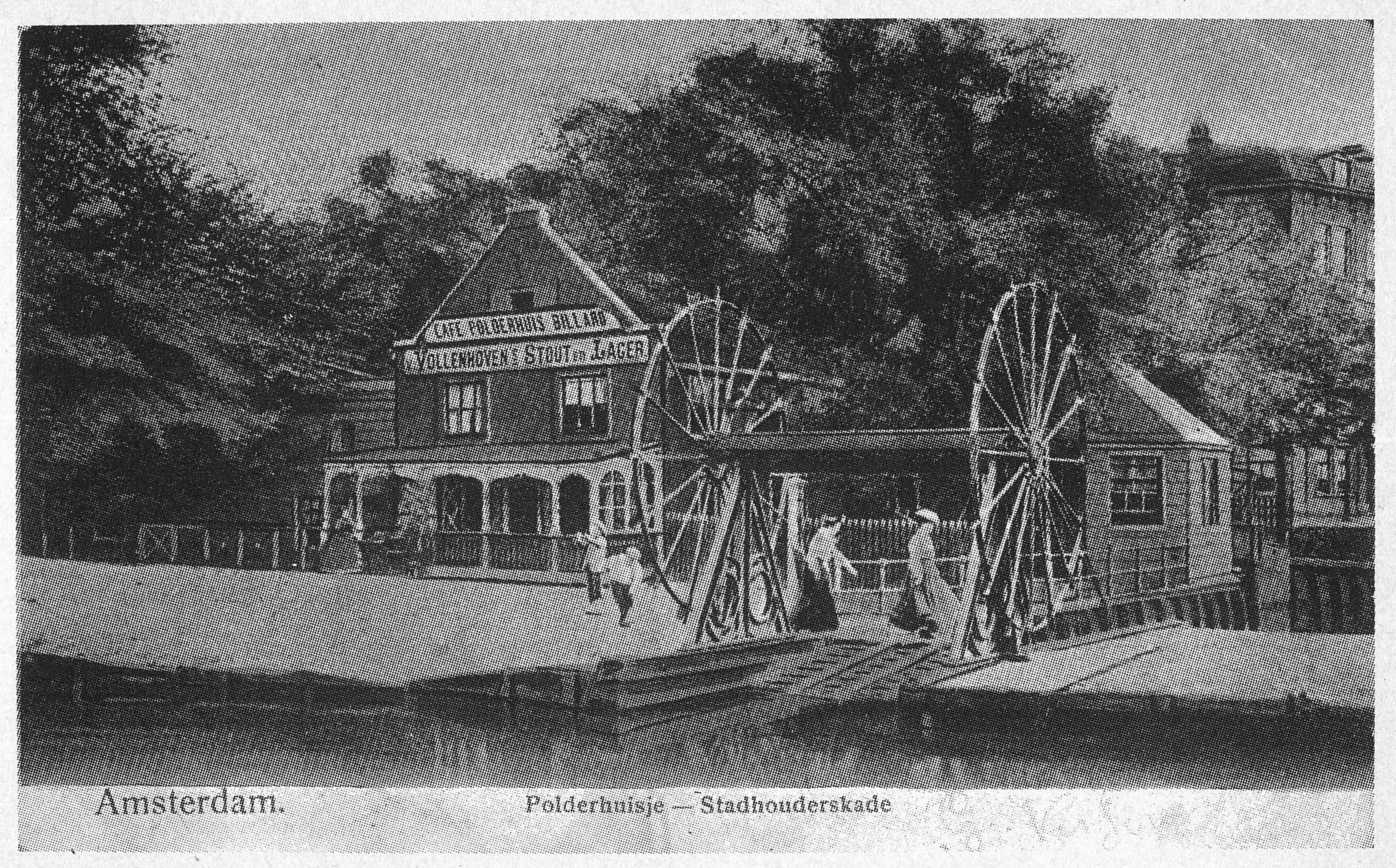
De overhaal in de Boerenwetering in Amsterdam-Zuid, met het Polderhuis bij de Ruysdaelkade, gezien vanaf de Stadhouderskade; circa 1900.

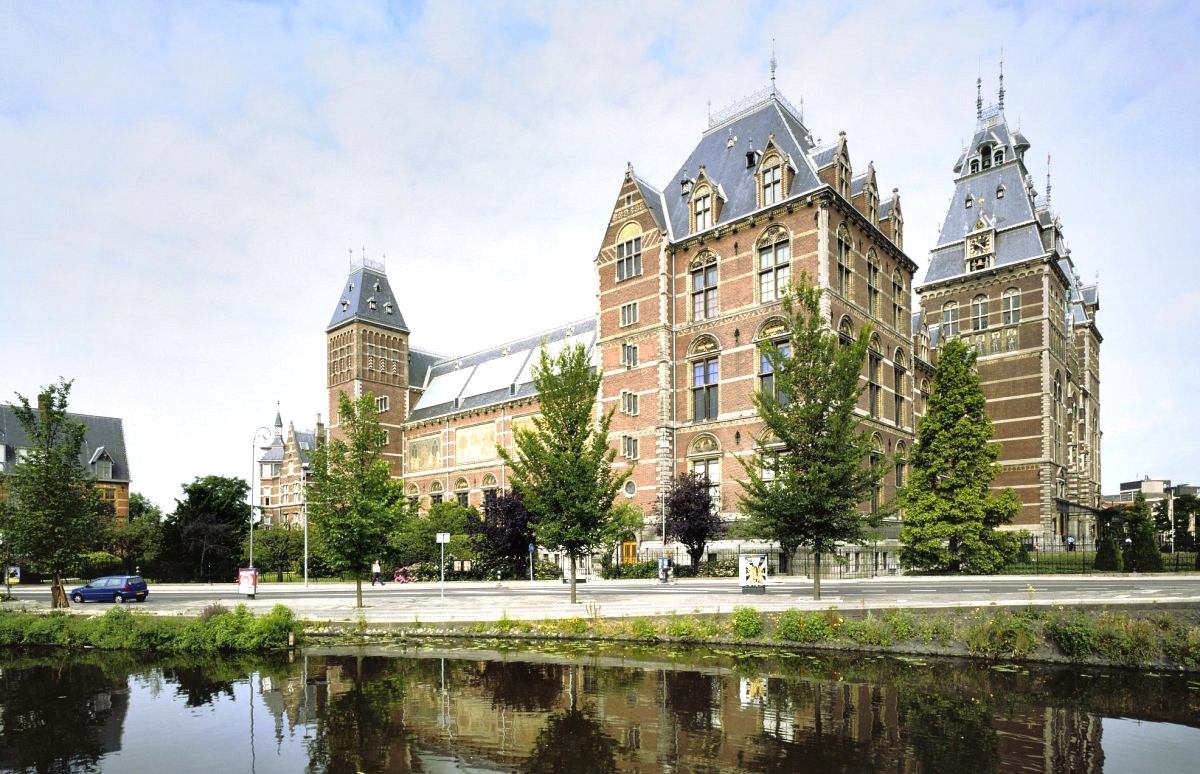
Ongeveer op dezelfde plek als de bovenstaande foto, maar nu een kwart slag naar rechts gedraaid: de oostgevel van het Rijksmuseum gezien vanaf de Boerenwetering. Hier lag vroegere de Mennonietensloot.

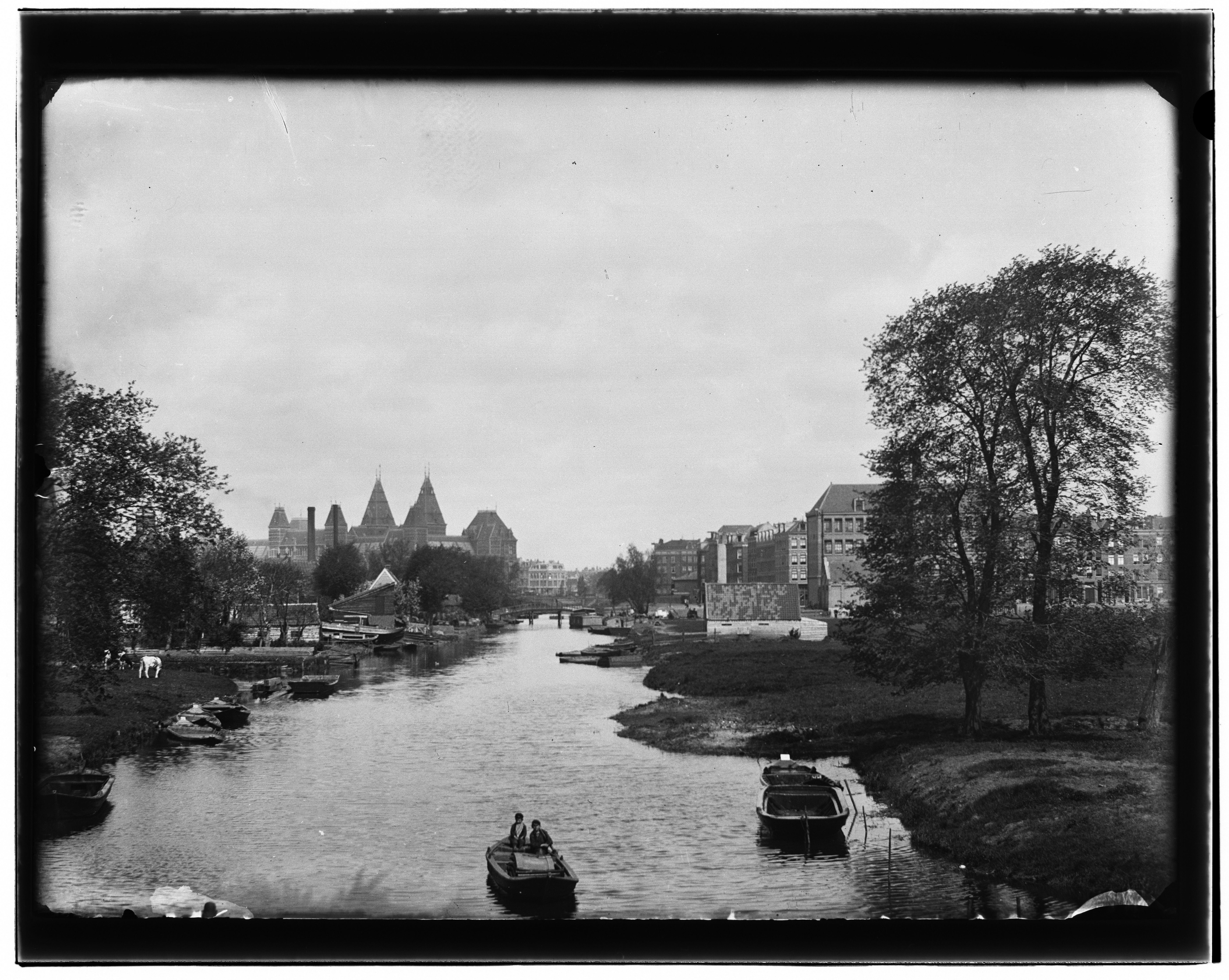
De Boerenwetering gezien vanaf de brug voor de Rustenburgerstraat in noordelijke richting naarhet Rijksmuseum (links) en de nieuwbouw van de Pijp (rechts); 1891. Foto: Jacob Olie.

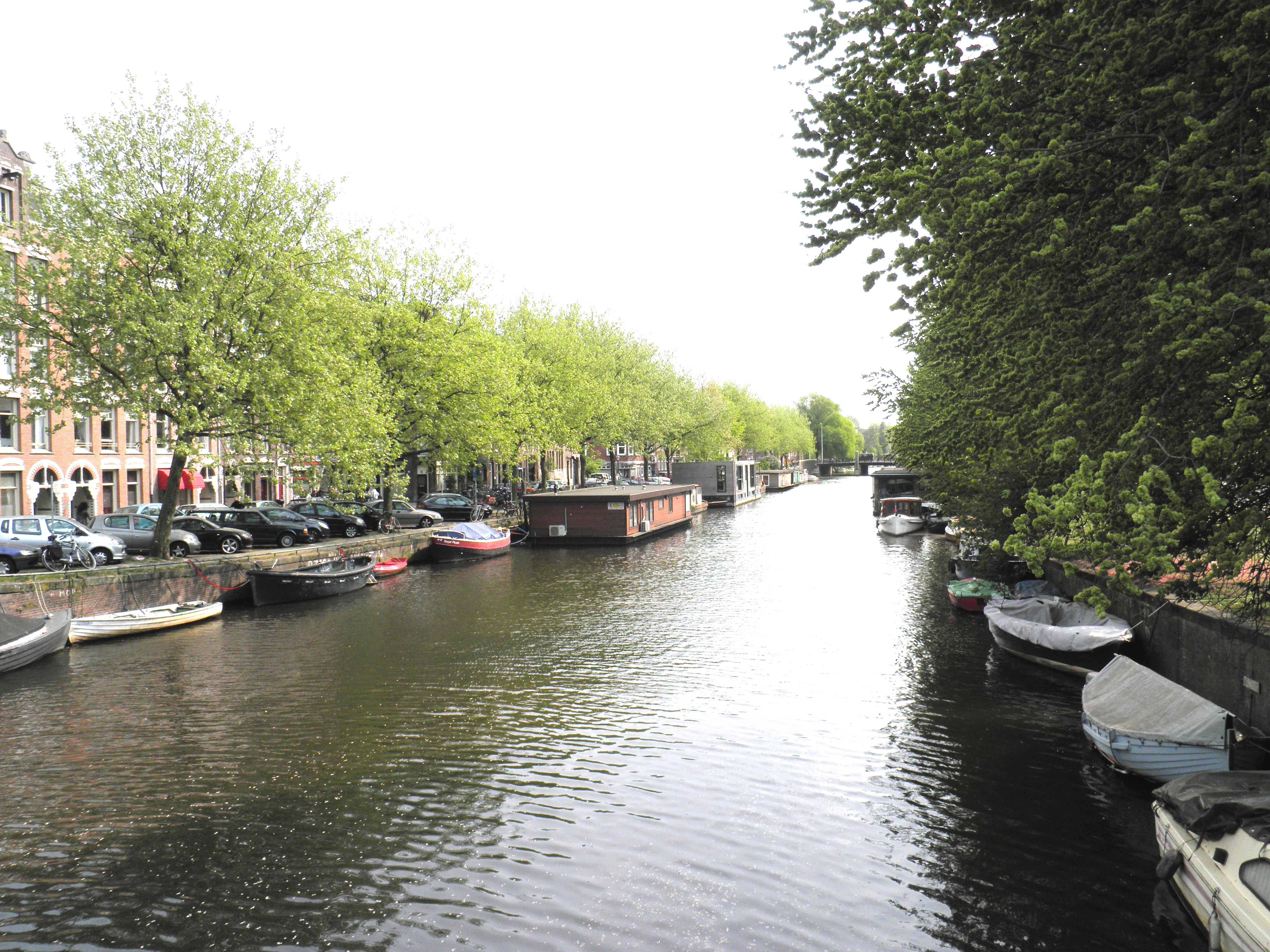
De huidige verstedelijkte Boerenwetering, gezien vanaf de Ceintuurbaan in zuidelijke richting, met links de Ruysdaelkade, met op de achtergrond enkele woonarken bij de Van Ostadestraat.

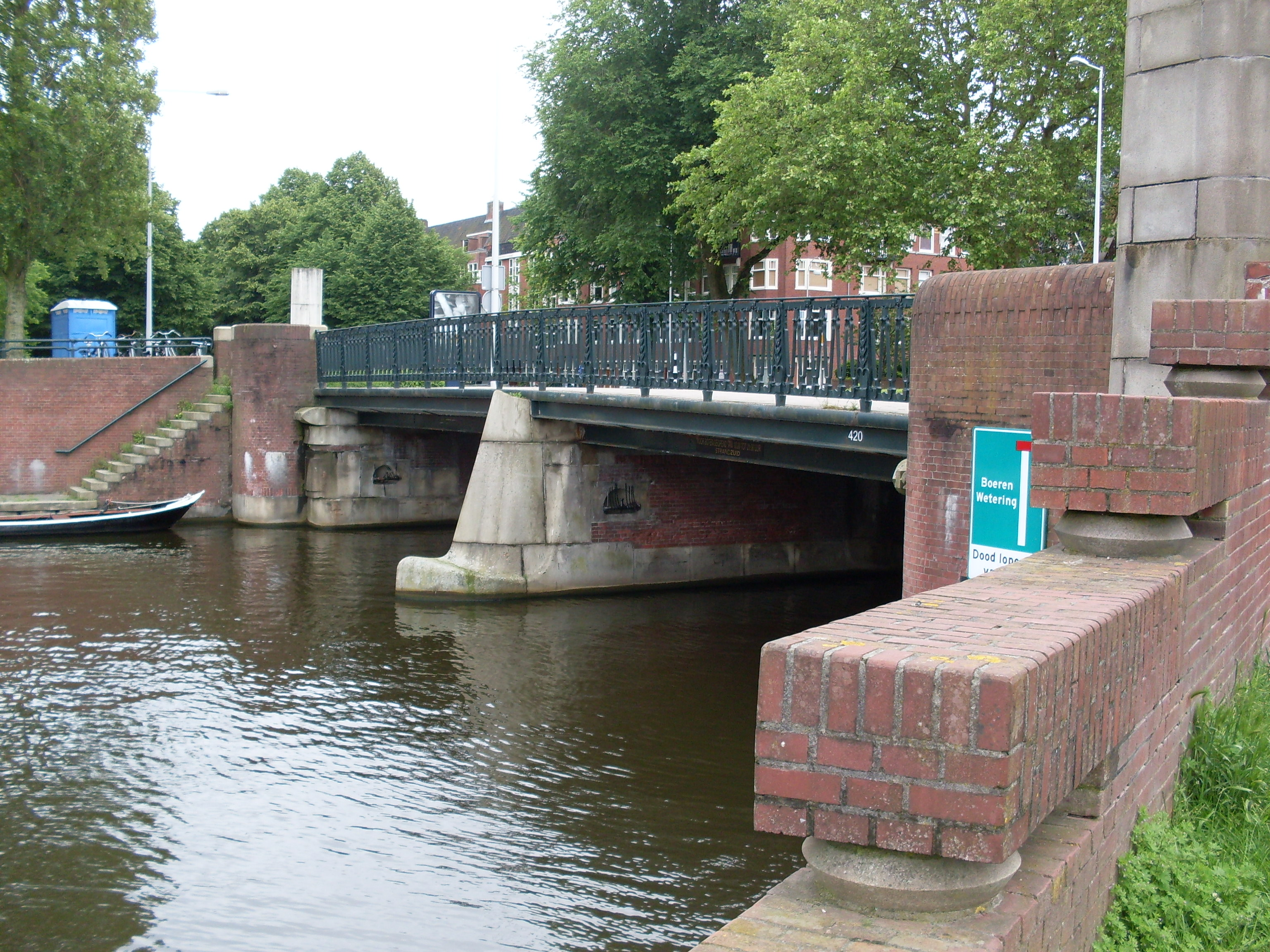
De 'Kinderbrug' (nr. 420) tussen Muzenplein en Churchilllaan, 2012.

De Boerenwetering is een vaart in Amsterdam-Zuid. Ze loopt vanaf de Singelgracht langs de Hobbemakade / Ruysdaelkade naar het zuiden en eindigt in een rechthoekige vijver tussen het Beatrixpark en de RAI.
De wetering is oorspronkelijk aangelegd voor de afwatering van het veengebied bij Amstelveen. Hij liep toen in het noorden tot bij het Spui en de Nieuwezijds Kolk. Bij verscheidene stadsuitbreidingen werd de wetering ingekort.

## Geschiedenis
Het ontstaan van de Boerenwetering gaat terug tot de ontginningsperiode van het Amstelland vanaf de twaalfde eeuw. Vanuit Ouderkerk aan de Amstel werd het veenland ten westen van de Amstel tot aan de Veendijk, de latere Amstelveenseweg / Amsterdamseweg ontgonnen. In later tijd werden dit de Amstelveenderpolder en de Buytenveldspolder, gescheiden door het 't Kleine Loopveld (Kalfjeslaan). Na de aanleg van de Amsteldijk langs de rivier, die het lager gelegen polderland moest beschermen tegen overstromingen vanuit de rivier, werd de bestaande dwarswetering, ongeveer halverwege de Amstel en de Amstelveenseweg, verbreed tot de latere Boerenwetering om het inklinkende polderland verder in het noorden af te wateren op de Amstel.
De Boerenwetering liep oorspronkelijk van het Groote Loopveld (Ouderkerkerlaan) noordwaarts door de Middelpolder ook wel Amstelveenderpolder genoemd tot aan 't Kleine Loopveld. In het verlengde daarvan lag verder door de Binnendijkse Buitenvelderse polder de wetering naar Amsterdam. Mogelijk werd ter plaatse van waar nu het Spui en het Singel liggen, aangesloten op een watertje van natuurlijke oorsprong met een slingerende loop dat volgens het tracé van de Nieuwezijds Voorburgwal verder liep tot aan de Nieuwezijds Kolk, waar het water via een spuisluis in de Nieuwendijk uitmondde in het water van de Amstel, even ten zuiden van de monding in het IJ.
Na aanleg van de Dam in de Amstel in het derde kwart van de dertiende eeuw werd waarschijnlijk een nieuwe uitwatering gemaakt ten zuiden van de Dam, in het Rokin. Dit werd het Spui (= uitwatering), met ter hoogte van de westelijke dijk van de Amstel, de latere Kalverstraat een spuisluis, de Osjessluis. De vroegere uitwatering naar het noorden werd na de stadsuitbreiding van 1385 een deel van de westelijke begrenzing van de stad, de Nieuwezijds Voorburgwal.
Met de stadsuitbreiding van 1450 werd het Singel tussen het Spui en de Amstel gegraven en werd de zuidgrens van de stedelijke bebouwing verlegd van het Spui naar het Singel. De Boerenwetering werd ingekort en mondde nu uit in het Singel, ter hoogte van het huidige Koningsplein, waar ook de Heiligewegsevaart (vanuit het zuidwesten) uitkwam. Hier kwam een schutsluis, die ook wel bekend werd als het 'Boerenverdriet', deze wegens de lange wachttijden. Na het graven van de vestinggracht in 1585, die later zou worden omgevormd tot de Herengracht werd de Boerenwetering weer een stukje ingekort.
Met de uitbreiding van de grachtengordel ten oosten van de Leidsegracht vanaf 1658 (vierde uitleg) verdween de Boerenwetering ten zuiden van het Singel en de Herengracht en werd verder ingekort tot de Buitensingelgracht. In de omwalling werd op deze hoogte een poort en een sluis aangelegd, naar de Boerenwetering de Weteringpoort genoemd. De schans aldaar werd hier ook naar vernoemd, de straat die hier sinds 1872 ligt heet Weteringschans. Ook de naam van het in 1884 aangelegde Weteringplantsoen dankt zo zijn naam aan de Boerenwetering.
Vanaf het einde van de zeventiende eeuw eindigde de Boerenwetering, die nog steeds op polderniveau lag, bij een schutsluis en een overhaal waar de (groente)schuiten overgingen naar het hogere stadspeil van de Singelgracht. Hier stond ook het Polderhuis.
Ten zuiden van de Singelgracht bleef het landelijke karakter van de Boerenwetering gehandhaafd tot aan het einde van de negentiende eeuw. Met de bouw van De Pijp en de buurt bij het Rijksmuseum verstedelijkte het gebied, maar de oude waterweg bleef bestaan. Aan beide zijden werden kades aangelegd, aan de westkant de Hobbemakade en aan de oostkant de Ruysdaelkade.
Tot in het begin van de twintigste eeuw waren in het poldergebied langs de Boerenwetering veel tuinderijen gevestigd, veelal aangelegd door immigranten uit het Oldenburger Land en Westfalen. Met de oprukkende bebouwing van Amsterdam-Zuid verhuisden veel van hen naar de Sloterpolder, ten westen van de stad.
Tussen de Amsteldijk en de Boerenwetering lagen diverse paden, waarlangs zich tuinderijen, uitgaansgelegenheden en industrieën vestigden. Enkele paden waren het Otterspad, Zaagmolenspad (thans Albert Cuypstraat), Hoedemakerspad (thans Van Ostadestraat), Kuiperspad (thans Kuipersstraat), Rust-en-Werkspad (thans Rustenburgerstraat), Verwerspad (thans Tolstraat). Aan de westkant lag het Mennonietenpad, ter hoogte van de huidige Hobbemastraat. Langs het Zaagmolenspad en het Mennonietenpad waren diverse zaagmolens te vinden.
Ter hoogte van de Ruysdaelstraat (voorheen Schagerlaan) lag tot in de jaren 1920 een woonbuurtje met een twijfelachtige reputatie, dit werd het Duivelseiland genoemd, naar het verbanningsoord van Alfred Dreyfus. Er stond vanaf de zeventiende eeuw tot 1906 een waskaarsen-fabriek die veel stankoverlast gaf. Na de sloop van het buurtje verhuisde de daar aanwezige prostitutie naar de overkant van het water waar ze langs de Ruysdaelkade nog steeds is aan te treffen.
Met de annexatie door Amsterdam van het noordelijke deel van de gemeente Nieuwer-Amstel in 1896 (tot de Tolstraat / Lutmastraat) en in 1921 (tot de Kalfjeslaan) kwam het overgebleven deel van de Boerenwetering geheel binnen Amsterdam te liggen. Het landelijke karakter verdween tussen het laatste kwart van de negentiende eeuw en halverwege de twintigste eeuw. Met de aanleg van Plan Zuid in de jaren 1920 kwam de zuidgrens van de stadsbebouwing te liggen ter hoogte van de Diepenbrockstraat. Hier werd in 1923 een nieuwe overhaal gemaakt, het water ten noorden hiervan kwam nu geheel op stadspeil te liggen. De oude overhaal en schutsluis en ook het Polderhuis bij de hoek van de Ruysdaelkade en de Stadhouderskade werden gesloopt in 1924. Vervolgens verrees er een pompgemaal voor de riolering.
In de jaren 1920 werd ook een waterverbinding gegraven tussen de Amstel en de Schinkel. Dit werd het Amstelkanaal, dat zich ter hoogte van de Boerenwetering splitst in het Noorder Amstelkanaal en het Zuider Amstelkanaal. Hier ontstond een vijfsprong van de waterwegen die de basis vormen van de waterhuishouding van Amsterdam-Zuid. Aan deze vijfsprong, De Kom genoemd, verrezen vanaf 1934 de Apollohal, het Apollo Hotel en een botenhuis.
Tussen het Muzenplein en de Diepenbrockstraat kwamen geen kades, hier grenzen de tuinen van de villa's rechtstreeks aan het water. Ten zuiden van de laatste straat kwam het water te grenzen aan het Beatrixpark (aangelegd in 1938) en de RAI (gebouwd vanaf 1961). Hier eindigt de Boerenwetering tegenwoordig in een zwaaikom. De overhaal werd in 1960 gesloopt, toen de laatste tuinders uit het poldergebied vertrokken.
Bij de aanleg van de Ringspoordijk in de jaren 1930 is ook een spoorbrug over de Boerenwetering gebouwd. Deze werd echter nooit in gebruik genomen en omstreeks 1960 gesloopt. Hier is nu een ongebruikte tunnelingang van de nooit aangelegde ondergrondse tak van de Schiphollijn onder de Boerenwetering. Met het in de jaren 1950 opspuiten van het zuidelijke deel van de Binnendijkse Buitenvelderse polder verdween de gehele Boerenwetering vanaf de Ringspoordijk tot aan de Kalfjeslaan. Vanaf 1957 verrees hier tuinstad Buitenveldert. Ter plekke is niets meer terug te vinden van de eeuwenoude vaarweg. Het Gelderlandplein ligt nu net ten westen van waar vroeger dit water liep.
Het gedeelte ten zuiden van de Kalfjeslaan, in de gemeente Amstelveen, is al eerder verdwenen toen dit poldergebied in de negentiende eeuw verveend werd ten behoeve van de turfwinning. In 1891-'94 is hier de nog bestaande droogmakerij 'Middelpolder onder Amstelveen' aangelegd.

## Bruggen
De huidige Boerenwetering wordt door negen bruggen overspannen:
- Judith Leysterbrug (nr. 176), Stadhouderskade (bij Rijksmuseum)
- Brandweerbrug (nr. 79), Honthorststraat - Eerste Jacob van Campenstraat
- Diamantbrug (nr. 137), Ruysdaelstraat - Albert Cuypstraat
- Korrelbrug (nr. 143), Balthasar Floriszstraat - Eerste Jan Steenstraat
- Ceintuurbrug (nr. 116), Roelof Hartstraat - Ceintuurbaan
- Boerenweteringbrug (nr. 406), Hobbemakade - Van Hilligaertstraat
- Kinderbrug (nr. 420), met beeldhouwwerk van Hildo Krop, Muzenplein - Churchill-laan
- Jeroen Oerlemansbrug (nr. 422) (voorheen Prinsessebrug), Diepenbrockstraat - Wielingenstraat.
- Brug 497, Artsenijhof in Beatrixpark - RAI

## Woonboten
Aan de Ruysdaelkade liggen enkele woonboten en woonarken, tussen de Eerste Jan van der Heijdenstraat en de Cornelis Trooststraat.

## Watertuinen
Sinds 1994 liggen in het water aan de Ruysdaelkade op sommige plekken drijvende tuinen, zogenaamde 'floatlands'. Deze zijn aangelegd door de gemeente om de waterkwaliteit en het aanzicht van de kale kademuren te verbeteren. De tuintjes worden sinds 1996 onderhouden door mensen uit de buurt. Later werden ook drijvende tuinen geplaatst langs de oevers van de Hobbemakade.

## Parkeergarage Boerenwetering
In 2016-'18 werd tussen de Brandweerbrug en Diamantbrug een parkeergarage onder de Boerenwetering gebouwd. Het is in Amsterdam de eerste parkeergarage onder een bestaand water. Het een ontwerp is van ZJA Zwarts & Jansma Architecten. De oplevering van de Albert Cuypgarage was in mei 2018.